# Thomas Mrsic-Flogel

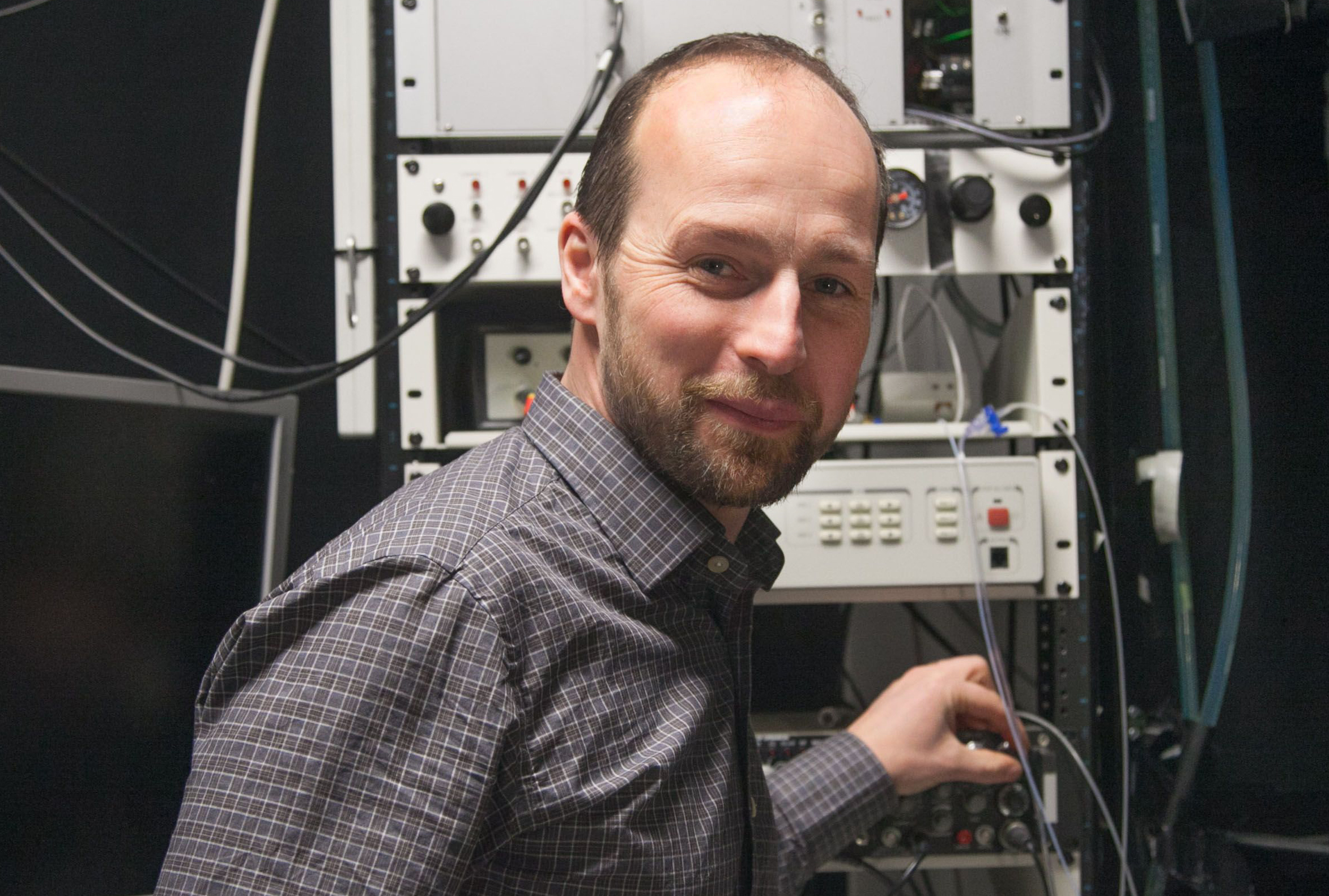
Thomas Mrsic-Flogel (2013)

Thomas Mrsic-Flogel (* 2. März 1975 in Zagreb) ist ein britischer Neurobiologe und Direktor des Sainsbury Wellcome Centre for Neural Circuits and Behaviour am University College London (UCL)

## Leben
Thomas Mrsic-Flogel studierte Biologie und Neurowissenschaften an der Universität Oxford, UK, wo er 2001 am Departement für Physiologie promovierte. Anschliessend forschte er als Postdoktorand am Max-Planck-Institut für Neurobiologie in Martinsried, Deutschland. Zwischen 2007 und 2013 war Mrsic-Flogel Associate Professor und leitete am University College London, UK, eine eigene Forschungsgruppe. Danach folgte er einem Ruf als Associate Professor für Neurobiologie ans Biozentrum der Universität Basel. Im Jahr 2018 trat die Stelle des Direktors des «Sainsbury Wellcome Centre for Neural Circuits and Behaviour» am University College London (UCL) an. Ziel seiner Forschung ist es zu verstehen, wie das Gehirn Sinnesreize verarbeitet und inwiefern dies von der Struktur neuronaler Netzwerke abhängt.

## Wirken
Mrsic-Flogel untersucht, wie das Gehirn Sinnesreize wahrnimmt und inwiefern die Reizverarbeitung von der Struktur der neuronalen Netzwerke abhängt. Mit modernsten Bildgebungsverfahren und Elektrophysiologische Untersuchung Methoden analysiert seine Gruppe verschiedene Zelltypen in der Sehrinde des Gehirns. Ziel ist es herauszufinden, nach welchen Regeln sich Nervenzellen komplexer Nervenzellnetzwerke miteinander verschalten und wie sie zur Verschlüsselung visueller Informationen miteinander kommunizieren. Mrsic-Flogel entwickelte eine neue Methode, die auf der Zwei-Photonen-Mikroskopie und Ganzzellableitungen basiert und ihm erlaubt, den Zusammenhang von Funktion der Neuronen in der Sehrinde und deren Verschaltung zu entschlüsseln. So lässt sich eine Karte der neuronalen Verknüpfungen in der Sehrinde erstellen und die entstehenden Muster mit der Funktionalität einer jeden Zelle korrelieren. Die Arbeiten von Mrsic-Flogel sind für das generelle Verständnis der Reizverarbeitung im Gehirn bedeutsam und liefern Erklärungsansätze für neuronale Funktionsstörungen.

## Auszeichnungen
- 2003 Alexander von Humboldt Research Fellowship[3]
- 2007 Wellcome Trust Career Development Research Fellowship[3]
- 2008 European Research Council Starting Grant[4]
- 2011 Wellcome Trust Senior Research Fellowship[5]
- 2013 ERC Consolidator Grant[6]

## Publikationen (Auswahl)
- Kenneth D. Harris, Thomas D. Mrsic-Flogel: Cortical connectivity and sensory coding. In: Nature. 503, Nr. 7474, 2013, S. 51–58, doi:10.1038/nature12654, PMID 24201278 (Review).
- Ho Ko, Lee Cossell, Chiara Baragli, Jan Antolik, Claudia Clopath, Sonja B. Hofer, Thomas D. Mrsic-Flogel: The emergence of functional microcircuits in visual cortex. In: Nature. 496, Nr. 7443, 2013, S. 96–100, doi:10.1038/nature12015, PMID 23552948.
- Thomas D. Mrsic-Flogel, Tobias Bonhoeffer: Neuroscience: Sibling neurons bond to share sensations. In: Nature. 486, Nr. 7401, 2012, S. 41–42, doi:10.1038/486041a, PMID 22678277.
- Sonja B. Hofer, Ho Ko, Bruno Pichler, Joshua Vogelstein, Hana Ros, Hongkui Zeng, Ed Lein, Nicholas A. Lesica, Thomas D. Mrsic-Flogel: Differential connectivity and response dynamics of excitatory and inhibitory neurons in visual cortex. In: Nature Neuroscience. 14, Nr. 8, 2011, S. 1045–1052, doi:10.1038/nn.2876, PMID 21765421.
- Ho Ko, Sonja B. Hofer, Bruno Pichler, Katherine A. Buchanan, P. Jesper Sjöström, Thomas D. Mrsic-Flogel: Functional specificity of local synaptic connections in neocortical networks. In: Nature. 473, Nr. 7345, 2011, S. 87–91, doi:10.1038/nature09880, PMID 21478872.